# Charbin
Charbin is een dorp in de Poolse woiwodschap Groot-Polen. De plaats maakt deel uit van de gemeente Powidz.